# Cionus maculithorax
Cionus maculithorax là loài côn trùng thuộc nhóm Bọ cánh cứng. Loài này được Voss mô tả lần đầu tiên vào năm 1960.